# Solfara Musalà
La solfara Musalà o miniera Musalà  è stata una miniera di zolfo sita in provincia di Enna nei pressi del comune di Pietraperzia.
Aperta dopo il 1880, oggi è inattiva.